# Diògenes de Tars
Diògenes de Tars (grec antic: Διογένης, llatí: Diogenes) va ser un filòsof epicuri grec de qui parla Estrabó, que diu que era una persona intel·ligent quan escrivia tragèdies sense gaire preparació, amb improvisació.
Va escriure diverses obres que s'han perdut i entre les quals:
- Ἐπίλεκτοι σχολαί, que probablement era un recull de discussions sobre temes de filosofia
- ἐπιτομὴ τῶν Ἐπικούρου ἠθικῶν ζητημάτων, un resum de l'ètica d'Epicur del que Diògenes Laerci en cita el dotzè llibre.
- Περὶ ποιητικῶν ζητημάτων, text sobre problemes poètics que va intentar resoldre, especialment en poemes homèrics.

Gassendi diu que era deixeble de Demetri Lacònic.